# Мисайлівка
Миса́йлівка — село в Україні, у Обухівському районі Київської області. Населення становить 1993 осіб. Орган місцевого самоврядування — Мисайлівська сільська рада, якій підпорядковані села Мисайлівка та Чайки.

## Населення
1790 року в селі було 100 садиб, у яких мешкали 1158 осіб. Станом на 1885 рік у колишньому власницькому селі Богуславської волості Канівського повіту Київської губернії мешкало 2188 осіб, налічувалось 293 дворових господарства, існували православна церква та 3 постоялих будинки.
За переписом 1897 року кількість мешканців зросла до 3347 осіб (1626 чоловічої статі та 1721 — жіночої), з яких 3322 — православної віри.

## Назва
Назва села Мисайлівка, за переказами, походить від власного імені першого поселенця Мисая, який заснував поселення наприкінці XVII століття у мальовничій долині із струмком. Ця місцевість нині називається Рогозяна.

## Історія
Село засновано за часів Ярослава Мудрого, який будував оборонні поселення над Россю у 1032 році. Вченими-археологами на території села виявлено 2 городища і 2 кургани часів Київської Русі.
На Генеральній карті капітана Гильома Левассер-де-Боплана 1648 року зазначений населений пункт (Miklelowka) Міклеловка, дислокованого на місці розташування Мисайлівки. Ймовірно так називалось одне з городищ Київської Русі, відкритих на території села.
Історія села пов'язана з діяльність Богуславського полку, заснованого козацьким полковником Самійлом Самусем, наказним гетьманом Правобережної України, який в 1688 році сформував в Богуславі і навколишніх селах 6 козацьких сотень в основному з місцевих селян.
1705 року в Мисайлівці була споруджена церква Преображення Господнього, а 1740 року — оновлена.
Ось як пише про священиків церкви Преображення Господнього відомий краєзнавець Леонтій Похилевич у своїй книзі «Сказання о населённых местностях Киевской губернии», виданій у 1864 році, пише: «Священник Елиферий Филиппович, хотя посвящен по презенте старосты Богуславского, но пользовался землями, купленными на свой счет. Его приемник Даниил Грушецкий посвящен 7 июня 1773 года в Переяславе, с твердостию уклонялся от унии, но по настояниям местных властей и старостины Богуславской, грозившей выслать его из Мисайловки, принял унию только в 1780 году».
У 1844 році місцевими жителями на кам'яному фундаменті був збудований новий храм «с небольшим пособием от владельческой экономии». Новий Свято-Преображенський храм стояв в досить незручному місці: між ярами, на високому пагорбі та мав дзвіницю. Лаврентій Похилевич про нього писав: «колокольня при ней старая, но крепкая. Церковь с колокольней стоят на глиняном утесе, со всех сторон окруженном оврагами; земли имеет 47 десятин». Храм був зарахований до 4-го класу та проіснував до 1926 року, коли його пограбували та спалили. Нині на цьому місці стоять чотири стовпи, а посередині камінь, наднис на якому вказує, що там раніше стояв храм Преображення Господнього.
В 1929 році відбулися збори комнезамівців, на яких була оголошена лінія на колективізацію та виселення з села вісімдесяти куркульських сімей. В селі були створені колгоспи — імені Сталіна, «Жовтень», «Надія» (голова Шнуренко). У 1931 році відбувся вивіз зернових і продовольчих фондів хлібною валкою. Попри це, село Мисайлівка — серед найзлісніших зривників хлібозаготівель і занесене на «чорну дошку». В постанові правління РКС 1932 року пропонувалось: "В зв'язку з тим, що колгосп ім. Сталіна с. Мисайлівки гальмує виконання пляну хлібозаготівлі і продовжує йти на поводі у куркулів, вважати за неможливе, щоб цей колгосп далі носив ім'я тов. Сталіна, надати цьому колгоспу назву «колгосп ч. 2».
У 1930 році за спротив колективізації були засуджені до 3-х років заслання одноосібники Ф. С. Іванченко (нар. 1875); Я. С. Іванченко (нар. 1884); Дорогань М. С. (нар. 1892); Т. Я. Калич (нар. 1887) та Піддячий А. П. (нар. 1874). У 1932 році місцевий мешканець Педченко М. Ф. (нар. 1887), був засуджений до 3-х років позбавлення волі.
За свідченнями очевидців, Голодомор 1932—1933 років забрав життя 230 мешканців села, серед них 88 дітей. 117 мешканців села, постраждалих від Голодомору, нині мешкають у Мисайлівці. Пам'ять жертв Голодомору с. Мисайлівки увічнена двома пам'ятними знаками, які були встановлені у 1991 році за ініціативою Духана І. С. Мартиролог жителів села Мисайлівки — жертв Голодомору 1932—1933 років укладено за свідченнями очевидців Андрущенко О. Ф. (нар. 1923), записаними у 2008 році директором місцевої школи Підлужньою Т. Г.; Іванченко У. С. (нар. 1924), записаними у 2008 році ученицею місцевої школи Космач Я.; Петренко Н. А., записаними у 1993 році.
В період тимчасової німецько-нацистської окупації (1941—43) діяв партизанський загін. Мужньо боролась проти ворога жителька Мисайлівки М. К. Гризун, яку в народі назвали Марусею Богуславкою. За мужність і відвагу, виявлені у Другій світовій війні, 382 місцевих жителів нагороджено орденами й медалями СРСР.
У селі розміщувалася центральна садиба колгоспу з 3911 га сільськогосподарських угідь. Напрямок господарства був зерново-буряковий і допоміжне м'ясо-молочне тваринництво. За трудові досягнення 7 передовиків виробництва нагороджено орденами й медалями. Колгосп ліквідовано, земля розпайована між працівниками колгоспу.
У 2000 році за фінансовою допомогою Григорія Івановича Бондаренка, стараннями настоятеля отця Георгія Шетели та сільського голови Михайла Андрійовича Совенка в центрі села почали будувати новий храм. У 2003 році будівництво було закінчене та 21 червня того ж року храм був освячений єпископом Білоцерківським і Богуславським Серафимом (Залізницьким). У 2004 році освятили розпис храму. Церква розташована в центрі села, на відстані одного кілометра від старого місця.

## Галерея

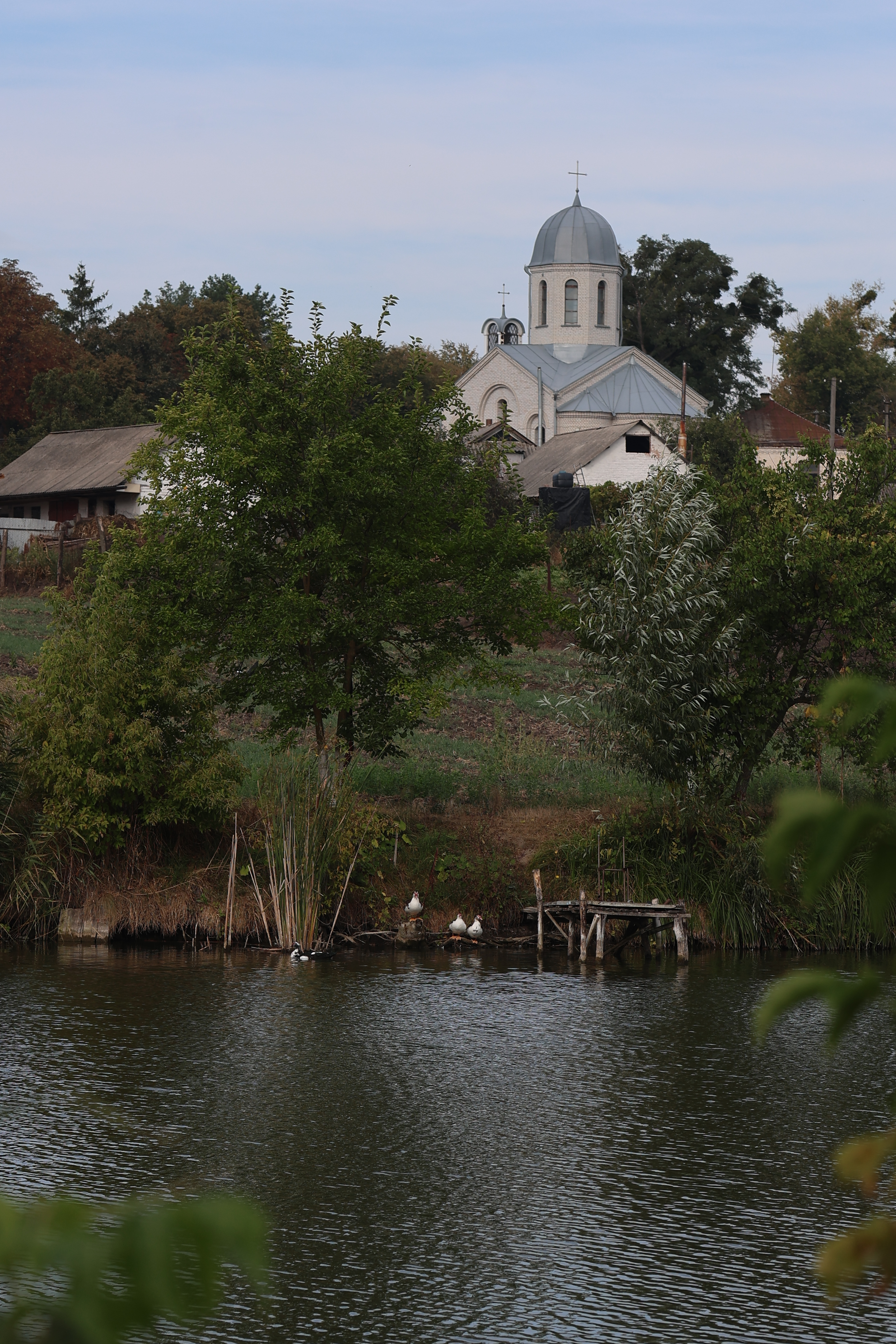
Свято-Преображенський храм
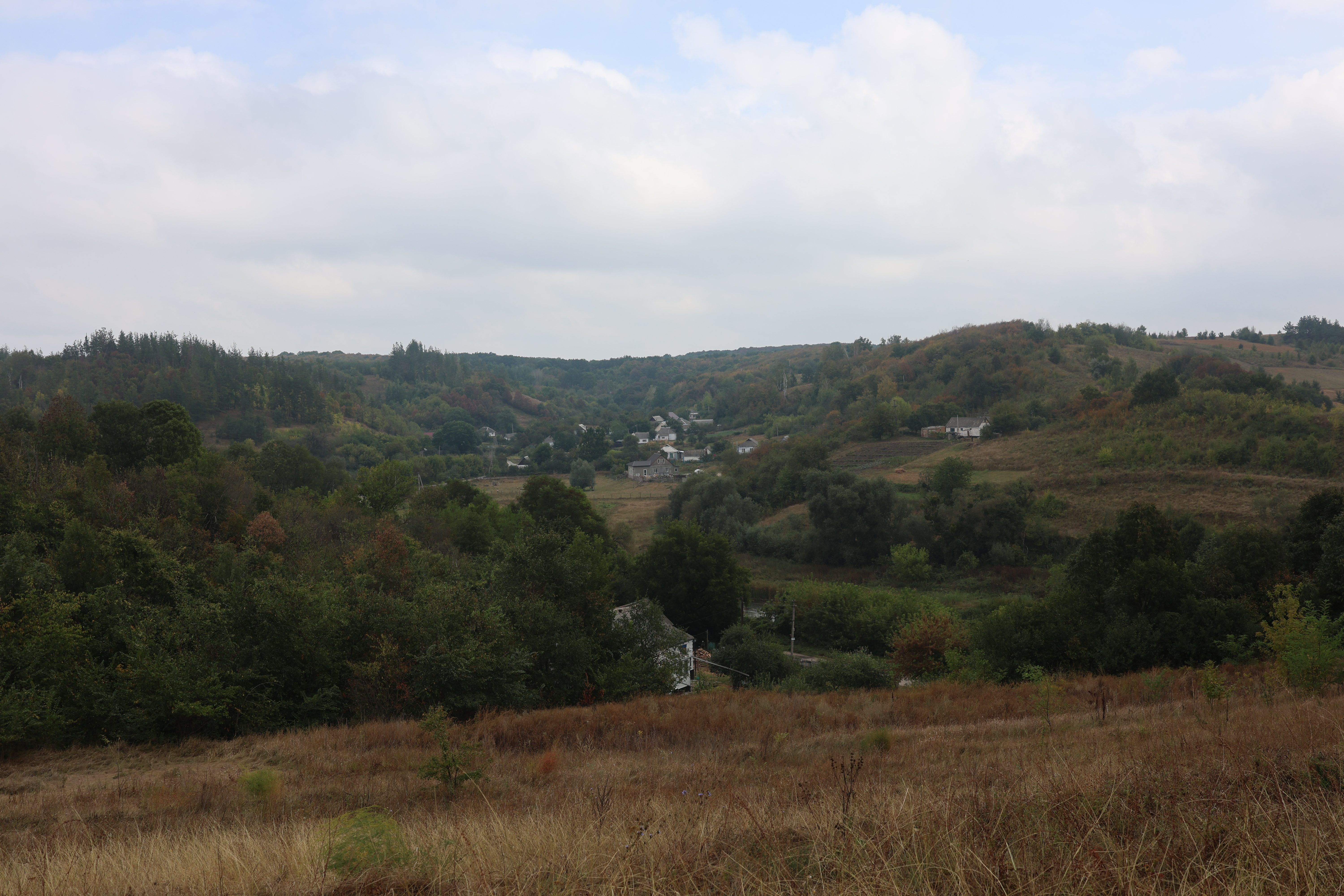
Вид на Мисайлівку
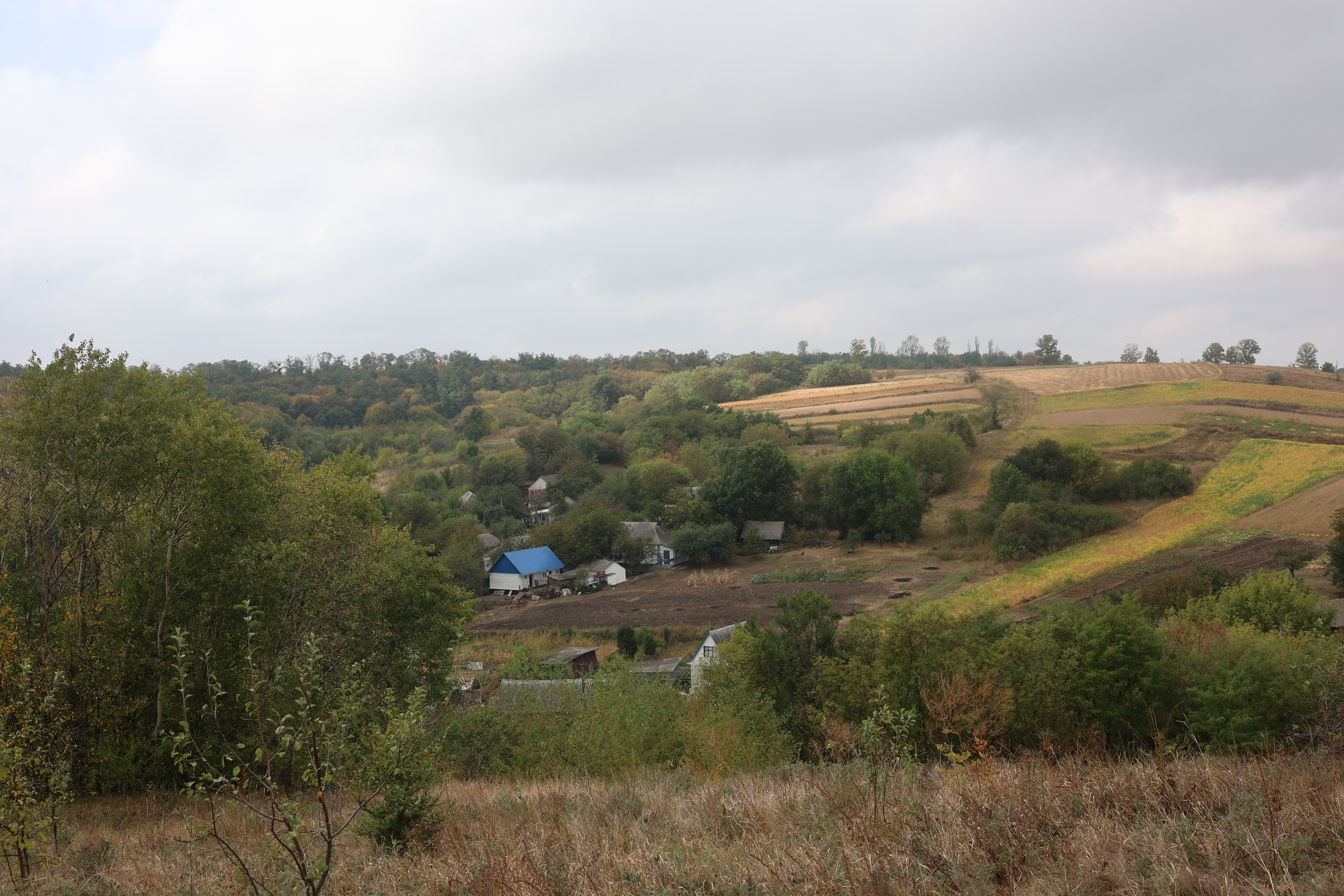
Куток Логвинівка
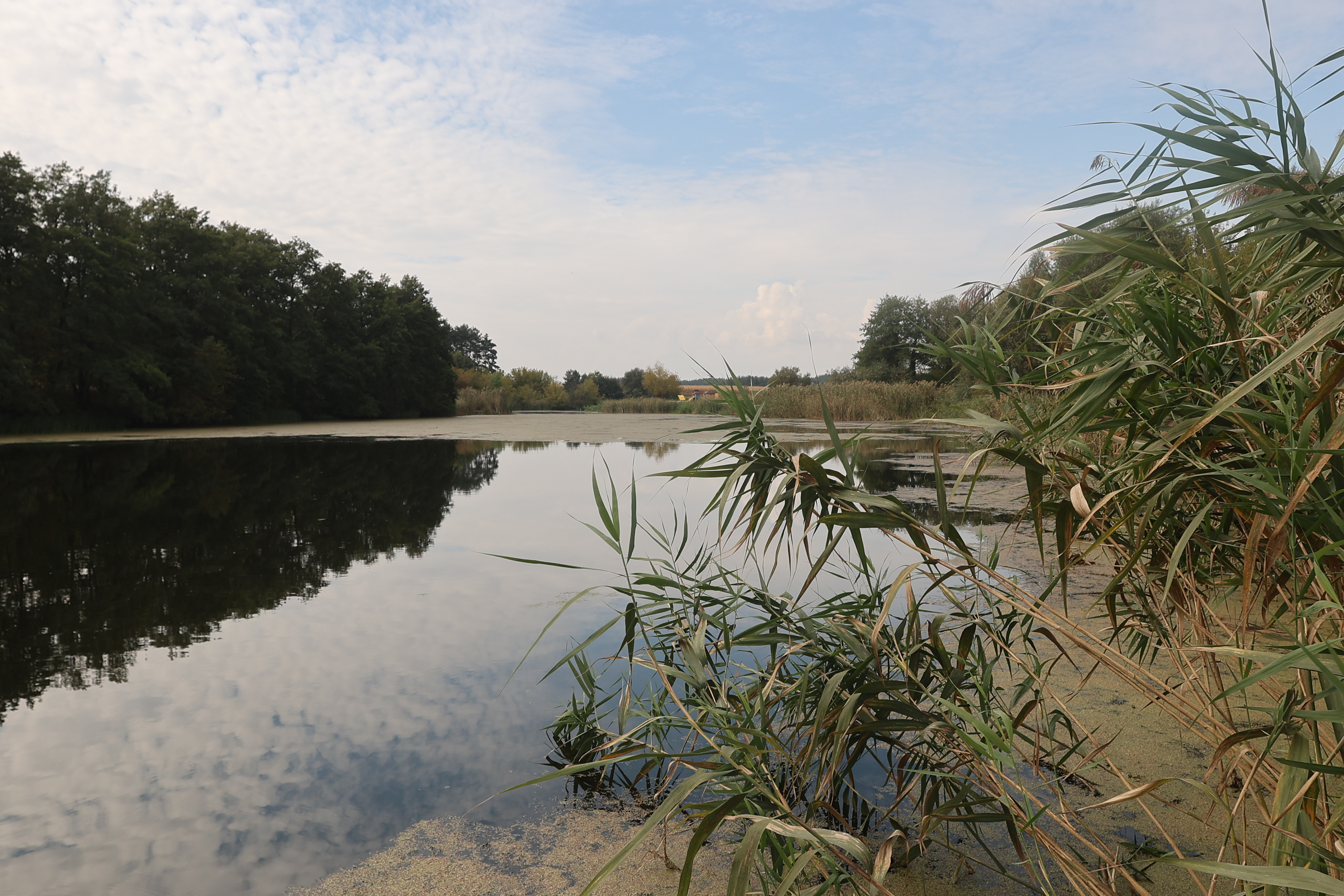
Рось біля Мисайлівки
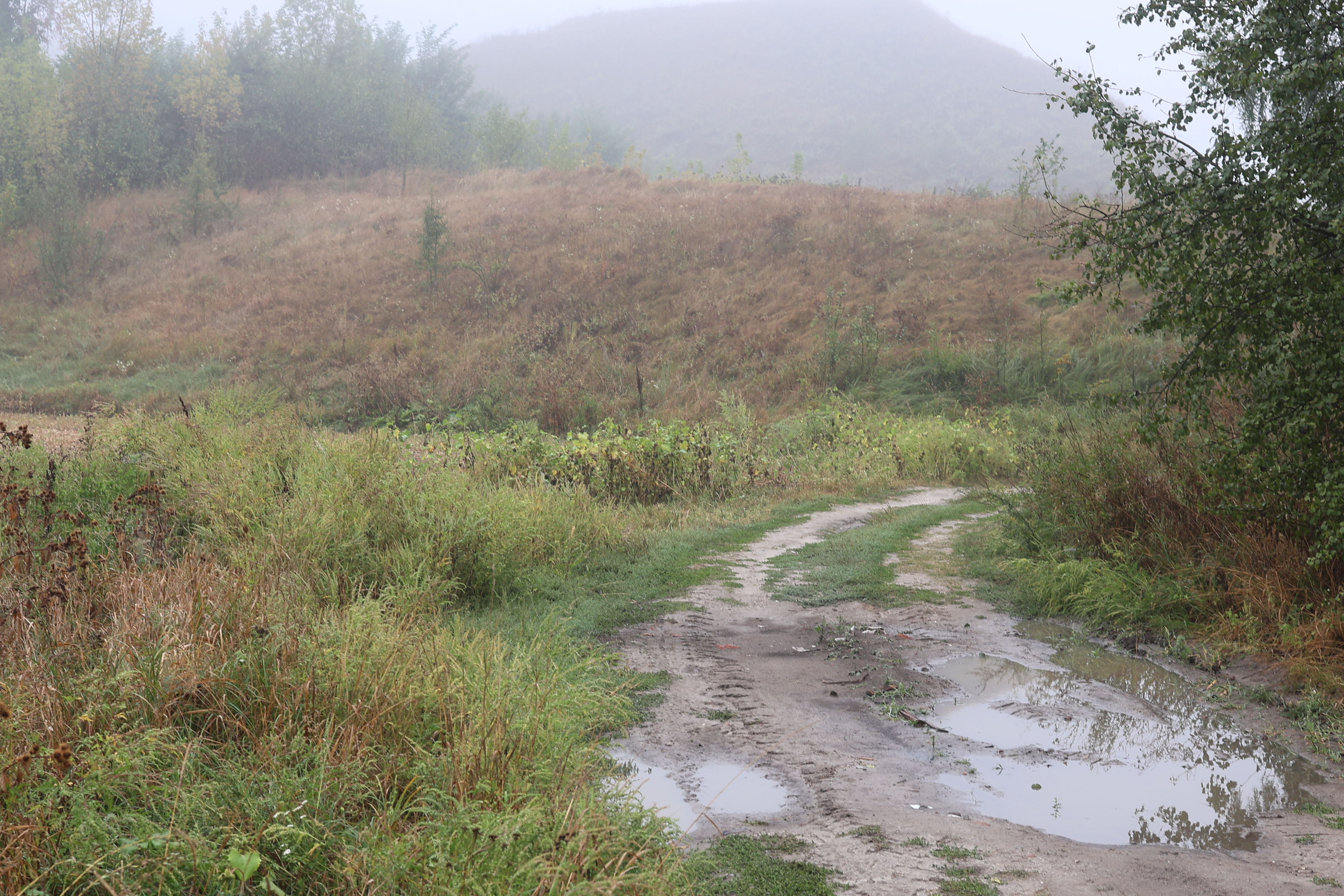
Городище у Мисайлівці

## Відомі особи
Народилися
- Григорій Бондаренко — український політик.
- Олександр Іванченко — український та російський журналіст, мандрівник, письменник, дослідник писемності та історії дохристиянської Русі. Увічнив своє рідне село у повісті «Парус моєї бригантини».
- Феодосій Космач (14 серпня 1903 — 6 вересня 1987, Ленінград) — радянський військовик, полковник запасу, учасник радянсько-фінської та німецько-радянської війн. Герой Радянського Союзу (1945).[10][11]
- Леонід Логвиненко (нар. 1961) — український журналіст, поет, публіцист, фоторепортер, волонтер української армії, викладач кафедри журналістики факультету культурології Харківської державної академії культури, Заслужений журналіст України.

Пов'язані з селом
- Володимир Проценко — український письменник, журналіст, краєзнавець, член Національної спілки письменників України, заслужений діяч мистецтв України, лауреат Міжнародної премії ім Івана Багряного (діаспори США), Літературної Акції Кабінету Міністрів України «Золоте перо України», Всекримських премій адмірала Окуневського і Степана Руданського, громадський і політичний діяч. Жив у селі у батька Миколи Андрійовича Проценка.